# 24 aprile
Il 24 aprile è il 114º giorno del calendario gregoriano (il 115º negli anni bisestili). Mancano 251 giorni alla fine dell'anno.

## Eventi
- 1479 a.C. – Thutmose III sale al trono d'Egitto, anche se il potere va effettivamente a Hatshepsut (come narra la storia della diciottesima dinastia)
- 1184 a.C. – Secondo la tradizione, gli Antichi Greci entrano a Troia servendosi di un finto cavallo
- 1066 – Avvistamento della Cometa di Halley; l'evento è registrato sull'Arazzo di Bayeux che raffigura la battaglia di Hastings
- 1547 – Battaglia di Mühlberg: il duca d'Alba, comandante delle forze spagnole di Carlo I di Spagna, sconfigge le truppe della Lega di Smalcalda
- 1607 –  Fondazione della città di Vittoria, in provincia di Ragusa, da parte della contessa Vittoria Colonna Henriquez-Cabrera
- 1704 – Nord America: viene pubblicato il primo giornale delle Tredici colonie, il Boston, Massachusetts – News-Letter
- 1792 – Viene composta La Marsigliese, inno nazionale della Francia
- 1854 – Matrimonio fra la duchessa Elisabetta di Baviera e l'imperatore d'Austria Francesco Giuseppe I
- 1862 – Guerra di secessione americana: una flottiglia degli Stati unionisti comandata dall'ammiraglio David G. Farragut percorre il Fiume Mississippi presidiato da forze confederate sulla via per espugnare New Orleans, Louisiana
- 1863 – California: Massacro di Keyesville – vengono uccisi 53 nativi americani della tribù Tehachapi
- 1898 – Guerra ispano-americana: la Spagna dichiara guerra agli Stati Uniti d'America
- 1915 – Costantinopoli: data convenzionale dell'inizio del Genocidio armeno nell'Impero ottomano
- 1916 – Ha inizio in Irlanda la Rivolta di Pasqua: il movimento della Fratellanza Repubblicana Irlandese guidata dal nazionalista Patrick Pearse inizia la sollevazione contro il dominio britannico che preparerà il terreno per la guerra anglo-irlandese
- 1926 – Viene firmato nella Repubblica di Weimar il Trattato di Berlino, un accordo di neutralità e amicizia tra l'Unione Sovietica, rappresentata da Georgij Vasil'evič Čičerin, e la Germania; con questo trattato la Germania intendeva rassicurare i sovietici, mostratasi reticente in seguito alla firma tedesca dei Patti di Locarno, ma di fatto il Trattato di Berlino intendeva riconfermare il legame tra le due potenze iniziato col Trattato di Rapallo (1922)
- 1940 – Seconda guerra mondiale, Operazione Demon: il Regno Unito inizia l'evacuazione della Grecia
- 1945 – Seconda guerra mondiale/Italia: in diverse città inizia la fase culminante della guerra partigiana di liberazione  contro i nazi-fascisti che porterà il giorno successivo 25 aprile alla presa di pressoché tutte le città del settentrione da parte del CLN (Comitato di Liberazione Nazionale)
- 1953 – Inghilterra: Winston Churchill viene insignito del titolo di cavaliere dalla regina Elisabetta II
- 1955 – Si conclude la Conferenza di Bandung: ventinove paesi non allineati condannano al termine dell'incontro il colonialismo, il razzismo e la guerra fredda tra USA e Unione Sovietica
- 1963 – La principessa Alessandra di Kent sposa Angus Ogilvy nell'Abbazia di Westminster a Londra
- 1967 – Il cosmonauta Vladimir Komarov muore sulla Sojuz 1
- 1968 – La Repubblica di Mauritius, indipendente dal 12 marzo, entra a far parte delle Nazioni Unite
- 1970
  - Viene lanciato il primo satellite della Repubblica Popolare Cinese
  - Il Gambia diventa una repubblica
- 1975 – Svezia: attentato della Banda Baader-Meinhof all'ambasciata della Germania Ovest di Stoccolma
- 1980 – Fallisce il tentativo di liberare gli ostaggi statunitensi prigionieri a Teheran, in Iran; nel blitz muoiono otto agenti di sicurezza
- 1984 – La Apple Computer presenta l'Apple II
- 1990
  - Il Telescopio spaziale Hubble viene lanciato dallo Space Shuttle Discovery
  - L'isola Gruinard viene ufficialmente dichiarata risanata dal disastro ambientale a causa dell'antrace dopo 48 anni di quarantena
- 1993 – L'IRA fa esplodere un camion imbottito con una tonnellata di esplosivo a Bishopsgate, nella City di Londra, causando due morti e danni per oltre un miliardo di sterline
- 1995 – Termina la produzione dell'autovettura Chevrolet Corvette ZR-1
- 1996 – Gli USA introducono leggi speciali antiterrorismo
- 2004 – A Cipro si vota sul referendum per il piano di riunificazione proposto dall'ONU: la maggioranza (2/3) dei votanti nella zona turca è favorevole, mentre la maggioranza (3/4) dei votanti nella zona greca è contraria
- 2005 – A Città del Vaticano ha luogo in Piazza San Pietro, di fronte a centinaia di migliaia di fedeli, la solenne messa di inaugurazione del pontificato di papa Benedetto XVI, eletto pochi giorni prima al soglio pontificio
- 2006 – Egitto, un attacco terroristico colpisce la località turistica di Dahab, nella Penisola del Sinai: nelle esplosioni perdono la vita diciotto persone
- 2008 – A San Giovanni Rotondo (Foggia) la salma di San Pio da Pietrelcina viene esposta alla venerazione dei fedeli
- 2013 – A Dhaka, Bangladesh, il crollo di un edificio causa la morte di 1129 persone

## Nati
Ci sono circa 1 200 voci su persone nate il 24 aprile; vedi la pagina Nati il 24 aprile per un elenco descrittivo o la categoria Nati il 24 aprile per un indice alfabetico.

## Morti
Ci sono circa 510 voci su persone morte il 24 aprile; vedi la pagina Morti il 24 aprile per un elenco descrittivo o la categoria Morti il 24 aprile per un indice alfabetico.

## Feste e ricorrenze

### Civili
Internazionali: 
- Giornata mondiale per gli animali da laboratorio

Nazionali:
- Armenia – commemorazione dei massacri degli armeni compiuti nell'Impero ottomano nel 1915

### Religiose
Cristianesimo:
- Madonna di Bonaria
- San Fedele da Sigmaringen sacerdote e martire
- Sant'Alessandro di Lione, martire
- Sant'Antimo di Nicomedia, martire
- San Benedetto Menni, religioso
- San Deodato di Blois, abate
- Sant'Egberto di Northumbria, monaco
- Santi Elia Iorest e Sava Brancovici, vescovi
- Sant'Erminio, martire, venerato a Perugia
- San Gregorio di Elvira, vescovo
- San Guglielmo Firmato, eremita
- Sant'Ivo di Ramsey, vescovo
- San Lupicino, recluso
- Santa Maria di Cleofa,  discepola di Gesù
- Santa Maria di Sant'Eufrasia Pelletier, fondatrice delle Suore di Nostra Signora della carità del Buon Pastore
- Santa Maria Elisabeth Hesselblad, vergine, fondatrice dell'Ordine del Santissimo Salvatore di Santa Brigida
- Santi Maurizio, Giorgio e Tiberio, martiri
- San Mellito di Canterbury, vescovo
- Santa Salome, discepola di Gesù
- Santi Tre martiri mercedari di Parigi
- San Vilfrido di York, vescovo
- Sant'Ilie Iroest, vescovo (Chiesa ortodossa)
- Santi Martiri del genocidio armeno (Chiesa apostolica armena)

Religione romana antica e moderna:
- Quando Rex Comitavit Fas

Vudù:
- Festa di Ogou Badagris, Padre di tutti gli uomini e Loa della guerra